# August Holmberg

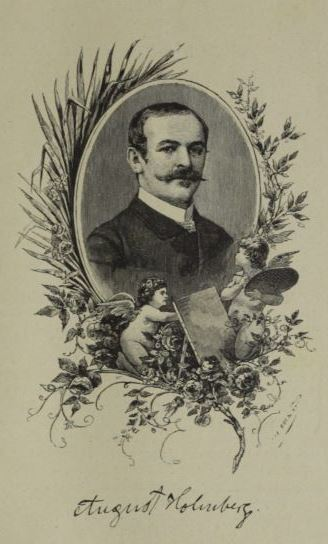
August Holmberg: (Neue) Illustrirte Zeitung, Ausgabe vom 21. Juli 1889

August Johann Holmberg (* 1. August 1851 in München; † 7. Oktober 1911 ebenda) war ein deutscher Bildhauer und Maler. Ab 1900 war er Direktor der Neuen Pinakothek.

## Leben
Holmberg war der Sohn eines Juweliers. Er schrieb sich am 10. Oktober 1867 im Alter von 16 Jahren in die Antikenklasse der Akademie der bildenden Künste seiner Heimatstadt ein und erlernte dort die Bildhauerei. Außerdem erhielt er dort Zeichenunterricht bei Michael Echter. Zwei Jahre später gab er die Bildhauerei zugunsten der Malerei auf und studierte zunächst bei Alexander Strähuber und Hermann Anschütz, ab 1870 bei Wilhelm von Diez.
Nach Beendigung des Deutsch-Französischen Krieges kehrte Holmberg an die Akademie nach München zurück. Unterstützt und gefördert durch seine Lehrer, konnte er 1875 nach Italien und 1878 nach Paris sowie mehrfach durch Deutschland reisen.
Um 1878/1879 ließ sich Holmberg als freischaffender Maler in München nieder. 1879 arbeitete er an der Bemalung des kleinen Galawagens für König Ludwig II. von Bayern mit, der sich heute in Schloss Nymphenburg befindet. Er beteiligte sich an vielen Kunstausstellungen und auf einer großen Bilderschau der Kunstakademie Düsseldorf wurde sein Werk mit einer Goldmedaille ausgezeichnet. 1885 bekam er den Professorentitel verliehen und arbeitete 1897 bis 1899 als Konservator an der Königlichen Gemäldegalerie in Schloss Schleißheim, dann an der Münchner „Central-Gemäldegalerie“. 1900 wurde er zum Direktor der Neuen Pinakothek ernannt, die von ihm 1905 die Werke Junger Gelehrter und Prinzregent Luitpold ausstellte.
Holmberg war ein Sammler von Antiquitäten, Bildern etc. Als er im Alter von 60 Jahren 1911 in München starb, übergab man den gesamten Nachlass der Galerie Helbing, welche diesen dann am 30. und 31. Mai 1912 verauktionierte.
Holmbergs Schaffen spannt sich vom Genre- bis zum Historienstück. Es entstanden aber auch Stillleben, Landschaften und Porträts, darunter ab 1887 offizielle Prinzregententbilder. In dem Nachruf des Münchener Altertumsvereins wurde seine Kunst mit folgenden Worten beschrieben:

„Er hat Stillleben von so grosser Intimität der Anschauung und technischer Meisterschaft gemalt, dass sie einem de Heem an Schönheit kaum nachgaben, vor allem aber Interieurs mit einzelnen oder doch wenigen Figuren bedeutsam durch die ungewöhnlich sorgsame Beobachtung der Lichtwirkung und die liebenswürdige Ausführung der Details. Intensive Hingabe bis zum Letzten war ein Charakteristikum von Holmbergs Kunst und eine grosse Gediegenheit der Zeichnung gehörte dazu. Mit Vorliebe bevölkerte er seine Innenräume mit Klerikern, zumeist solchen in farbigen Soutanen, Kardinälen und Prälaten. Die Räume verstand Holmberg, der ein leidenschaftlicher Kenner und Liebhaber von Altertümern war, vortrefflich echt in altertümlichem Stil auszustatten und seine ungewöhnliche Kunst im Stillebenmalen gab diesen Interieurs mit ihren vielen Einzelheiten besonderen Wert.“

## Auszeichnungen und Engagement
- 1876: Große goldene Medaille in München
- Goldmedaille der Kunstakademie Düsseldorf

Holmberg war Mitglied des Münchner Altertumsvereins, in dessen Vorstand er auch tätig war. Er widmete sich hier insbesondere der Kleinkunst sowie der Geschichte der Numismatik. Er war Mitglied der Numismatischen Gesellschaft und als Konservator der historischen Sammlung der Münchner Künstlergenossenschaft tätig, in der er mit Baron Thure von Cederström an der Zusammenstellung der Sammlung arbeitete. Sowohl als Direktor der Neuen Pinakothek, als auch als erster Konservator der Alten Pinakothek hat er sich verdient gemacht.

## Werke (Auswahl)
- Windmühle (1873, heute: Neue Galerie Graz)
- Meinungsverschiedenheiten (1873)
- Das Tabakskollegium Friedrich Wilhelms I. (1879)
- Das aufgefundene Monogramm (1880)
- Benediktinermönch, antike Münzen betrachtend (1880)
- Der Goldschmied
- Dame am Fenster (1881)
- Vor dem Duell
- Geistlicher am Fenster
- Mandolinenspieler
- In Gedanken
- Stillleben im Rokokostil (1883)
- Aus der Gotik (1884)
- Die Schachpartie (1886)
- München, in der alten Abtei[4]
- Rauchender Edelherr
- Numismatik (um 1903)[5]
- Junger Gelehrter (um 1905)
- Prinzregent Luitpold (um 1905)

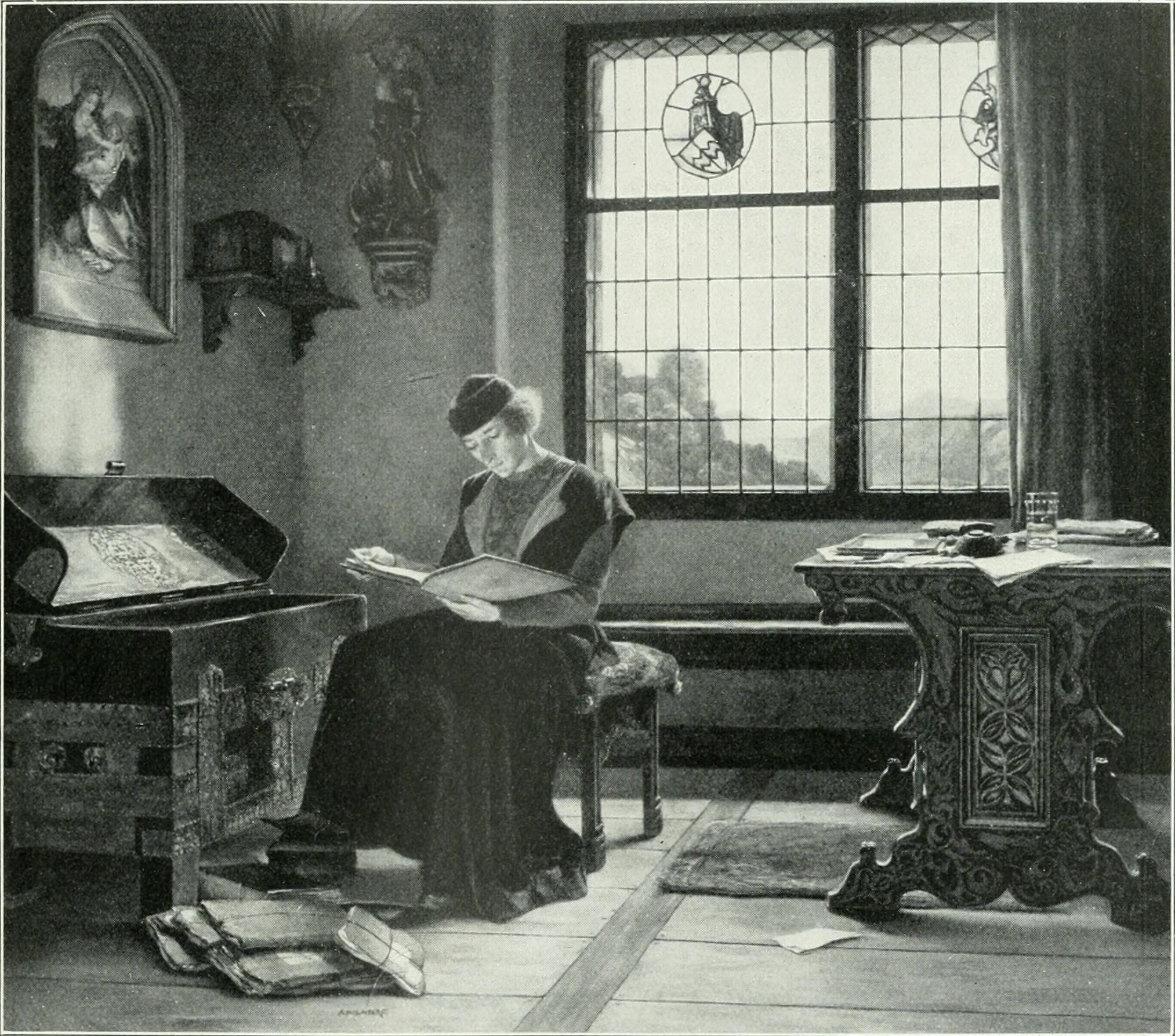
Junger Gelehrter
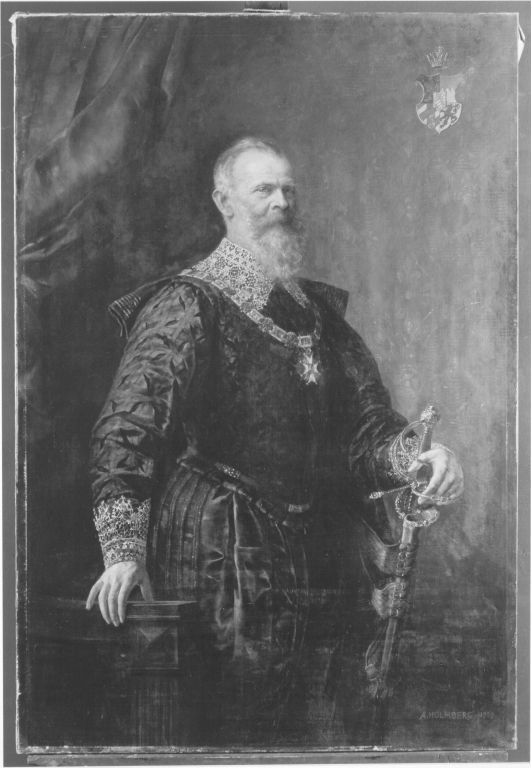
Prinzregent Luitpold
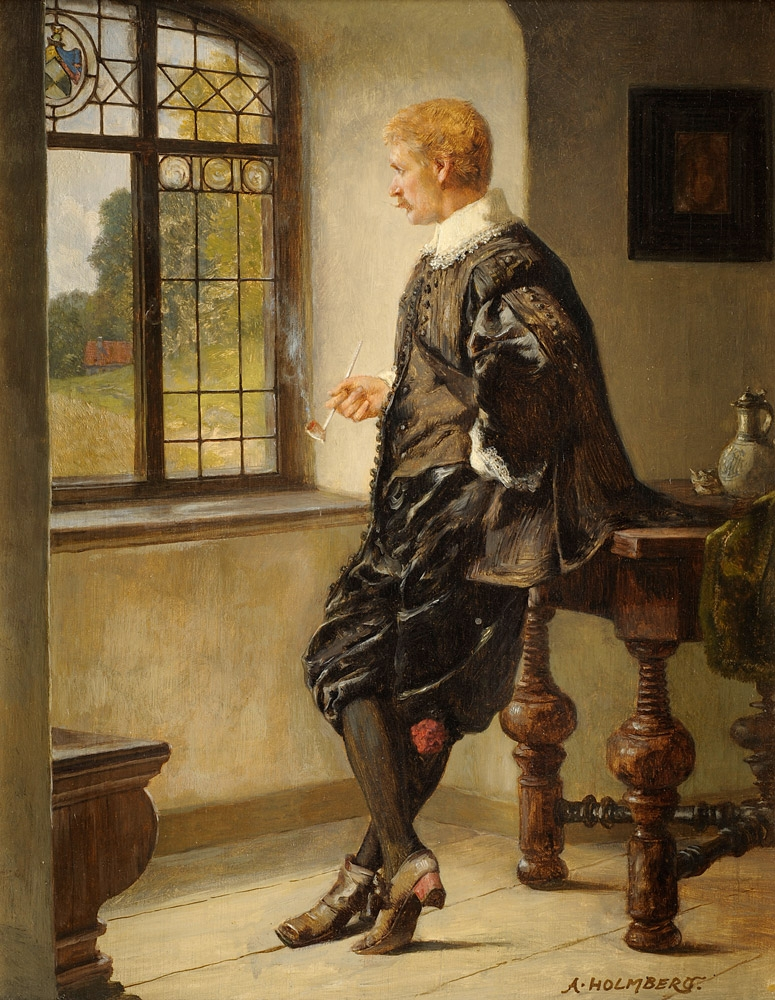
Rauchender Edelherr